# Tatort: Rebland
Rebland ist ein Fernsehfilm aus der Krimireihe Tatort. Der vom Südwestrundfunk produzierte Beitrag ist die 1138. Tatort-Episode und wurde am 27. September 2020 im Ersten ausgestrahlt. Die Freiburger Ermittlerin Franziska Tobler ermittelt ihren sechsten Fall, ihr Kollege Friedemann Berg seinen fünften.

## Handlung
Die Radiomoderatorin Beate Schmidbauer wird auf dem Heimweg von einem Weinfest im Kaiserstuhl bewusstlos geschlagen und vergewaltigt. Anhand des Tatprofils stoßen die Ermittler Tobler und Berg auf einen ungeklärten Mordfall im benachbarten Frankreich, sodass davon auszugehen ist, dass sie es in beiden Fällen mit ein und demselben Täter zu tun zu haben.
Nach intensiver Ermittlungsarbeit konzentriert sich der Verdacht schließlich auf drei mögliche Täter. Alle drei verweigern die Abgabe einer DNA-Probe. Darunter befindet sich der Polizist Mario Lewandowsky, der aus prinzipiellen Gründen keine Probe abgeben will. Dafür wird er jedoch von seinen Kollegen solange gemobbt, bis er seiner „Bürgerpflicht“ nachkommt.
Nachdem der Gentest negativ ausfällt, bleiben als Hauptverdächtige der Frisör Victor Baumann und der alleinerziehende Vater Klaus Kleinert. Kleinert hat seit dem Tod seiner Frau Probleme mit dem Jugendamt, da er mit der Erziehung seiner kleinen Tochter zeitweise überfordert ist. Dennoch kämpft er darum, sein Kind, das ihm nun gerade zum zweiten Mal entzogen wird, zu behalten. Aus der Angst heraus, das Mädchen dauerhaft zu verlieren, hatte er den Ermittlern bezüglich seines Alibis nicht alles gesagt. Nachdem er massiv unter Verdacht gerät, gibt er zu, in der Nacht, als das Weinfest stattfand, seine Tochter nicht nur zum wiederholten Male allein in der Wohnung gelassen zu haben, sondern auch noch länger als üblich unterwegs gewesen zu sein. Aufgrund der Auflagen des Jugendamtes darf er keine Kneipen aufsuchen, weshalb er den langen Weg bis zum Zigarettenautomaten am Weinberg genommen habe. Hier habe er die wimmernd am Boden liegende Beate Schmidbauer gefunden. Aus Angst vor erneuten Problemen mit dem Jugendamt habe er sich aber nicht weiter um die Frau gekümmert. Da er aber kurz nachgesehen habe, musste er befürchten, DNA-Spuren hinterlassen zu haben. Das alles habe ihn in einen schweren Gewissenskonflikt gestürzt, er habe sich letztendlich aber für seine privates Schicksal entschieden. 
Sein Hinweis, dass ihn in dieser Nacht ein schwarzer SUV fast umgefahren hätte, führt nun zu Victor Baumann. Da dieser sich aufgrund der aktuellen Ereignisse in einer familiären Krise befindet und seine Frau ihn gerade verlassen hat, ist er geständig und räumt auch den Mord aus der Vergangenheit ein.

## Hintergrund
Der Film wurde vom 11. September 2019 bis zum 11. Oktober 2019 am Blankenhornsberg in Ihringen, am Rheinübergang mit Fähre Kappel-Grafenhausen/Deutschland / Rhinau /Frankreich, in Eichstetten und in Baden-Baden gedreht.
Im Film spielen die Möglichkeiten und ethische Aspekte von DNA-Untersuchungen eine zentrale Rolle. Ein Text am Ende des Films verweist explizit darauf:

„Am 13.12.2019 wurde die erweiterte DNA-Analyse per Bundesgesetz eingeführt.
Sie erlaubt nun auch die Analyse von Alter, Augen-, Haar- und Hautfarbe.“

## Rezeption

### Einschaltquoten
Die Erstausstrahlung von Rebland am 27. September 2020 wurde in Deutschland von 8,69 Millionen Zuschauern gesehen und erreichte einen Marktanteil von 25,1 % für Das Erste.

### Kritiken
Christian Buß urteilte für den Spiegel: „Doch zwischen den Prozenten und den Promillezahlen geht in diesem ambitionierten Themenkrimi Wesentliches verloren, zum Beispiel das Drama des Opfers. […] Eine Frau zwischen Schmerz und Aufruhr, eine so furiose wie feinnervige Darstellung von Trauttmansdorff – die leider zwischen den vielen, vielen Zahlen und den vielen, vielen Plot-Wendungen verloren geht.“
Bei tittelbach.tv schrieb Thomas Gehringer recht anerkennend: „Ein starkes Buch und überzeugende Darsteller in einem konventionellen, aber spannenden und zum Nachdenken anregenden Krimifall.“
Matthias Dell wertete für Die Zeit etwas verhalten: „Dass die Zuschauerin immer neue Fürs und Widers für die Motivation des einen oder anderen Verdächtigen serviert kriegt, mag auf dem Papier gut aussehen. Man kann am Ende aber auch sagen: Es wird so lange rumgekokelt, dass sich das Interesse an Auflösung irgendwann verbrennt. Der größte Thrill, so krimimäßig, geht von Rebland nicht aus.“
Auch Claudia Tieschky von der Süddeutschen Zeitung sah das ähnlich und meinte: „‚Rebland‘ beweist wieder einmal, dass es selten eine gute Idee ist, ein wichtiges Thema in den Mittelpunkt eines ‚Tatorts‘ zu stellen. Hier führt das dazu, dass dramaturgisch vieles andere aus dem Blick gerät. Das Opfer zum Beispiel, tapfer gespielt von Victoria Trauttmansdorff, das im Stil von Hui Buh ziemlich wahllos auftaucht, vielleicht auch nur, damit man es im Lauf des Films nicht vergisst.“